# Цикъл НОРД
Цикълът „наблюдение – ориентиране – решение – действие“, или НОРД (от observe–orient–decide–act, или OODA loop), представлява концепция, разработена от военния стратег и полковник от военновъздушните сили на САЩ Джон Бойд. Бойд прилага концепцията на оперативно ниво по време на военни кампании. Днес НОРД често се използва и за разбиране на управлението на процеси в области, различни от военната, в т.ч. търговски операции, учебни процеси и др. Подходът обяснява как гъвкавостта и бързината може да надделеят над грубата сила при конфронтация с един или повече опоненти. Той е особено приложим при киберсигурността и кибервойната.
Концепцията на цикъла на НОРД се прилага в стратегията за водене на съдебни спорове, бизнеса, правоприлагането, и военната стратегия. Според Бойд вземането на решения се осъществява в хода на повтарящ се цикъл на наблюдение, ориентиране, избор на решение и действие. Един субект (независимо дали индивид или организация), който може да се придвижва в този цикъл бързо, наблюдавайки и реагирайки на развиващите се събития по-бързо от своя противник, може да „влезе вътре“ в цикъла на вземане на решения на опонента си и да спечели стратегическо предимство.